# Pneumoderma degraaffi
Pneumoderma degraaffi is een slakkensoort uit de familie van de Pneumodermatidae. De wetenschappelijke naam van de soort is voor het eerst geldig gepubliceerd in 1982 door van der Spoel & Pafort-van Iersel.